# Tolmin
Tolmin (italiano Tolmino, alemán Tolmein) es una localidad y un municipio con el mismo nombre en la región occidental de Eslovenia próxima a la confluencia de los ríos Soča y Tolminka. 
El casco antiguo de la ciudad que le dio nombre a toda la región. Es el mayor asentamiento en el Alto Valle del Isonzo (en esloveno Zgornje Posocje). Es asimismo su centro económico, cultural y administrativo. 
Sus principales atracciones son el barrio antiguo, un moderno parque de deportes, y las ruinas del milenario castillo Kozlov Rob.

## Personajes ilustres
- Jan Cvitkovic, director de cine.
- Anton Haus, almirante de la Marina Austro-Húngara.
- Ciril Kosmac, escritor.
- Ivan Pregelj, escritor.
- Albert Rejec, fundador y líder del TIGR.

## Ciudades hermanadas
- Vicchio,  Italia, desde 1981

## Eventos
- Anualmente en el mes de julio se celebra el festival de música metal Metaldays, anteriormente Metalcamp y en agosto el Punk Rock Holiday.